# Węgry na Letnich Igrzyskach Olimpijskich 1912
Węgry na Letnich Igrzyskach Olimpijskich 1912 w Sztokholmie reprezentowało 121 zawodników.

## Medaliści
| Medal  | Zawodnik | Dyscyplina    | Konkurencja                                           |
| ------ | --- | ------------- | ----------------------------------------------------- |
| Złoto  | Jenő Fuchs Ervin Mészáros László Berti Dezső Földes Oszkár Gerde Zoltán Schenker Péter Tóth Lajos Werkner | Szermierka    | Szpada                                                |
| Złoto  | Sándor Prokopp | Strzelectwo   | Strzelectwo Karabin wojskowy 300 m - z trzech pozycji |
| Srebro | Lajos Aradi József Berkes Imre Erdődy Samu Fóti Imre Gellért Győző Halmos Ottó Hellmich József Keresztessy István Herczeg János Krizmanich Elemér Pászti Árpád Pédery Jenő Reti Ferenc Szűts Ödön Téry Géza Tuli | Gimnastyka    |                                                       |
| Srebro | Béla Békessy | Szermierka    | Szabla                                                |
| Brąz   | Mór Kóczán | Lekkoatletyka | Rzut Oszczepem                                        |
| Brąz   | Ervin Mészáros | Szermierka    | Szabla                                                |
| Brąz   | Béla Varga | Zapasy        | Waga półciężka                                        |

## Skład kadry

### Gimnastyka
| Zawodnik | Konkurencja            | Finał  | Finał   |
| Zawodnik | Konkurencja            | Wynik  | Miejsce |
| --- | ---------------------- | ------ | ------- |
| Elemér Pászti | wielobój indywidualnie | 119,00 | 13.     |
| Imre Gellért | wielobój indywidualnie | 117,00 | 17.     |
| József Szalai | wielobój indywidualnie | 117,25 | 15.     |
| János Krizmanich | wielobój indywidualnie | 115,00 | 19.     |
| Samu Fóti, Imre Gellért, Győző Halmos, Ottó Hellmich, István Herczeg, Lajos Aradi, József Berkes, Imre Erdődy, Ödön Téry, Géza Tuli, József Keresztessy, János Krizmanich, Elemér Pászti, Árpád Pédery, Jenő Reti, Ferenc Szűts | wielobój drużynowo     | 227,25 | srebro  |

### Kolarstwo

#### Kolarstwo szosowe
| Zawodnik                                                    | Konkurencja                    | Czas                 | Pozycja              |
| ----------------------------------------------------------- | ------------------------------ | -------------------- | -------------------- |
| István Müller                                               | jazda indywidualna na czas (m) | 12:39:28,0           | 73.                  |
| János Henzsel                                               | jazda indywidualna na czas (m) | 12:42:16,3           | 75.                  |
| Gyula Mazur                                                 | jazda indywidualna na czas (m) | 12:50:55,8           | 77.                  |
| Ignác Teiszenberger                                         | jazda indywidualna na czas (m) | 13:38:35,8           | 84.                  |
| Károly Teppert                                              | jazda indywidualna na czas (m) | Nie ukończył wyścigu | Nie ukończył wyścigu |
| István Müller János Henzsel Gyula Mazur Ignác Teiszenberger | jazda drużynowa na czas (m)    | 51:51:15,9           | 12.                  |

### Lekkoatletyka
Konkurencje biegowe
| Konkurencja                 | Zawodnik                                                  | Eliminacje           | Eliminacje           | Półfinał           | Półfinał           | Finał              | Finał              |
| Konkurencja                 | Zawodnik                                                  | Wynik                | Miejsce              | Wynik              | Miejsce            | Wynik              | Miejsce            |
| --------------------------- | --------------------------------------------------------- | -------------------- | -------------------- | ------------------ | ------------------ | ------------------ | ------------------ |
| 100 m                       | Pál Szalay                                                | b.d                  | 2.                   | b.d                | 2.                 | Nie awansował      | Nie awansował      |
| 100 m                       | István Jankovich                                          | b.d                  | 2.                   | b.d                | 3.                 | Nie awansował      | Nie awansował      |
| 100 m                       | Ervin Szerelemhegyi                                       | b.d                  | 3.                   | Nie awansował      | Nie awansował      | Nie awansował      | Nie awansował      |
| 100 m                       | Ferenc Szobota                                            | b.d                  | 2.                   | b.d                | 3.                 | Nie awansował      | Nie awansował      |
| 100 m                       | Vilmos Rácz                                               | b.d                  | 2.                   | b.d                | 2.                 | Nie awansował      | Nie awansował      |
| 200 m                       | Frigyes Mezei                                             | b.d                  | 2.                   | b.d                | 2.                 | Nie awansował      | Nie awansował      |
| 200 m                       | Ervin Szerelemhegyi                                       | b.d                  | 3.                   | Nie awansował      | Nie awansował      | Nie awansował      | Nie awansował      |
| 200 m                       | István Déván                                              | b.d                  | 2.                   | b.d                | 4.                 | Nie awansował      | Nie awansował      |
| 400 m                       | István Déván                                              | b.d                  | 3.                   | Nie awansował      | Nie awansował      | Nie awansował      | Nie awansował      |
| 400 m                       | Frigyes Mezei                                             | 50,8                 | 1.                   | b.d                | 2.                 | Nie awansował      | Nie awansował      |
| 400 m                       | Ödön Bodor                                                | b.d                  | 3.                   | Nie awansował      | Nie awansował      | Nie awansował      | Nie awansował      |
| 400 m                       | Ervin Szerelemhegyi                                       | b.d                  | 2.                   | b.d                | 3.                 | Nie awansował      | Nie awansował      |
| 800 m                       | Ödön Bodor                                                | b.d                  | 3.                   | Nie awansował      | Nie awansował      | Nie awansował      | Nie awansował      |
| 800 m                       | Ferenc Forgács                                            | b.d                  | 5.                   | Nie awansował      | Nie awansował      | Nie awansował      | Nie awansował      |
| 800 m                       | János Antal                                               | Nie ukończył biegu   | Nie ukończył biegu   | Nie awansował      | Nie awansował      | Nie awansował      | Nie awansował      |
| 800 m                       | Károly Radóczy                                            | Nie ukończył biegu   | Nie ukończył biegu   | Nie awansował      | Nie awansował      | Nie awansował      | Nie awansował      |
| 1500 m                      | Teofil Savniky                                            | b.d                  | 4.                   |                    |                    | Nie awansował      | Nie awansował      |
| 1500 m                      | Ferenc Forgács                                            | b.d                  | 4.                   |                    |                    | Nie awansował      | Nie awansował      |
| 110 m przez płotki          | Károly Solymár                                            | 15,8                 | 2.                   | Nie ukończył biegu | Nie ukończył biegu | Nie awansował      | Nie awansował      |
| sztafeta 4 × 100 m mężczyzn | Ferenc Szobota Vilmos Rácz Pál Szalay István Jankovich    | 43,7                 | 1.                   | 42,9               | 2.                 | Nie awansowali     | Nie awansowali     |
| sztafeta 4 × 400 m mężczyzn | Ervin Szerelemhegyi Ödön Bodor István Déván Frigyes Mezei | 3:29,4               | 3.                   |                    |                    | Nie awansowali     | Nie awansowali     |
| maraton                     | Ödön Kárpáti                                              |                      |                      |                    |                    | 3:25:21,6          | 31.                |
| maraton                     | Henrik Ripszám                                            |                      |                      |                    |                    | Nie ukończył biegu | Nie ukończył biegu |
| chód na 10 km               | Henrik Ripszám                                            | 55:20,6              | 8.                   |                    |                    | Nie awansował      | Nie awansował      |
| chód na 10 km               | István Drubina                                            | Nie ukończył wyścigu | Nie ukończył wyścigu |                    |                    | Nie awansował      | Nie awansował      |

Konkurencje techniczne
| Zawodnik         | Konkurencja            | Finał                         | Finał                         |
| Zawodnik         | Konkurencja            | Wynik                         | Miejsce                       |
| ---------------- | ---------------------- | ----------------------------- | ----------------------------- |
| Pál Szalay       | skok w dal             | 5,98                          | 25.                           |
| Nándor Kovács    | skok w dal             | 5,96                          | 26.                           |
| Lajos Ludinszky  | skok wzwyż             | 1,60                          | 28.                           |
| Iván Wardener    | skok wzwyż             | 1,80                          | 9.                            |
| András Baronyi   | skok w dal z miejsca   | 3,13                          | 7.                            |
| Andor Horvag     | skok wzwyż z miejsca   | Nie zaliczył żadnej wysokości | Nie zaliczył żadnej wysokości |
| Imre Mudin       | pchnięcie kulą         | 12,81                         | 6.                            |
| Rezső Újlaki     | rzut dyskiem           | 39,82                         | 9.                            |
| Károly Kobulszky | rzut dyskiem           | 38,15                         | 19.                           |
| György Luntzer   | rzut dyskiem           | 37,88                         | 21.                           |
| Samu Fóti        | rzut dyskiem           | 36,37                         | 25.                           |
| Mór Kóczán       | rzut dyskiem           | 33,30                         | 33.                           |
| Rezső Újlaki     | rzut dyskiem oburącz   | 66,18                         | 14.                           |
| Károly Kobulszky | rzut dyskiem oburącz   | 59,48                         | 18.                           |
| György Luntzer   | rzut dyskiem oburącz   | b.d                           | 20.                           |
| Mór Kóczán       | rzut oszczepem         | 55,50                         | brąz                          |
| Mór Kóczán       | rzut oszczepem oburącz | 66,69                         | 12.                           |

### Piłka nożna
Reprezentacja mężczyzn
| - Gáspár Borbás - Imre Schlosser - Mihály Pataki - Sándor Bodnár - Béla Sebestyén - Antal Vágó - Jenő Károly |  | - Gyula Bíró - Imre Payer - Gyula Rumbold - László Domonkos - Kálmán Szury - Zoltán Blum - Miklós Fekete |

Reprezentacja Węgier rozpoczęła udział od ćwierćfinału, w którym ulegała reprezentacji Wielkiej Brytanii. W turnieju pocieszenia do którego reprezentacja Węgier przystąpiła od II rundy, w finale pokonała reprezentację Cesarstwa Austrii i ostatecznie zajęła 5. miejsce.

#### Ćwierćfinał
| 30 czerwca 1912 13:30 | Wielka Brytania · Harold Walden 21', 23', 49', 53', 55', 85' · Vivian Woodward 45' | 7 : 0(3:0) | Węgry | Idrottsplats Råsunda, Solna Widzów: 8 000 Sędzia: Christiaan Jacobus Groothoff |
|                       |                                                                                    |            |       |                                                                                |

#### II runda turnieju
| 3 lipca 1912 15:00 | Węgry · Imre Schlosser 3', 39', 82' | 3 : 1(2:0) | Niemcy · 56' Fritz Förderer | Idrottsplats Råsunda, Solna Widzów: 2 000 Sędzia: Christiaan Jacobus Groothoff |
|                    |                                     |            |                             |                                                                                |

### Finał turnieju
| 5 lipca 1912 19:00 | Węgry · Imre Schlosser 32' · Mihály Pataki 60' · Sándor Bodnár 76' | 3 : 0(1:0) | Austria | Idrottsplats Råsunda, Solna Widzów: 5 000 Sędzia: Herbert James Willing |
|                    |                                                                    |            |         |                                                                         |

### Piłka wodna
- Reprezentacja mężczyzn

| - Sándor Ádám - László Beleznai - Tibor Fazekas - Jenő Hégner |  | - Károly Rémi - János Wenk - Imre Zachár |

Reprezentacja Węgier w turnieju głównym uległa w ćwierćfinale reprezentacji Austrii. W finale turnieju o srebrny i brązowy medal reprezentanci Węgier ulegli reprezentację Belgii i ostatecznie zostali sklasyfikowani na 5 miejscu.
Turniej główny

#### Ćwierćfinał
| 8 lipca 1912 | Cesarstwo Austrii | 5:4 | Węgry |  |
|              |                   |     |       |  |

Turniej o srebrny medal

#### I runda
| 10 lipca 1912 | Belgia | 6:5 | Węgry |  |
|               |        |     |       |  |

### Pływanie
Mężczyźni
| Konkurencja        | Zawodnik                                                   | Eliminacje      | Eliminacje      | Ćwierćfinał           | Ćwierćfinał           | Półfinał              | Półfinał              | Finał                   | Finał                   |
| Konkurencja        | Zawodnik                                                   | Czas            | Miejsce         | Czas                  | Miejsce               | Czas                  | Miejsce               | Czas                    | Miejsce                 |
| ------------------ | ---------------------------------------------------------- | --------------- | --------------- | --------------------- | --------------------- | --------------------- | --------------------- | ----------------------- | ----------------------- |
| 100 m dowolnym     | László Beleznai                                            | 1:08,0          | 1.              | nie stanął na starcie | nie stanął na starcie | Nie awansował         | Nie awansował         | Nie awansował           | Nie awansował           |
| 100 m dowolnym     | Alajos Kenyery                                             | b.d             | 4.              | Nie awansował         | Nie awansował         | Nie awansował         | Nie awansował         | Nie awansował           | Nie awansował           |
| 100 m dowolnym     | László Szentgróthy                                         | b.d             | 3.              | Nie awansował         | Nie awansował         | Nie awansował         | Nie awansował         | Nie awansował           | Nie awansował           |
| 400 m dowolnym     | Alajos Kenyery                                             | 5:46,0          | 2.              |                       |                       | Nie stanął na starcie | Nie stanął na starcie | Nie awansował           | Nie awansował           |
| 400 m dowolnym     | Béla Las-Torres                                            | 5:36,2          | 1.              |                       |                       | 5:34,8                | 2.                    | 5:42,0                  | 5.                      |
| 1500 m dowolnym    | Béla Las-Torres                                            | 22:58,0         | 1.              |                       |                       | 23:09,8               | 1.                    | Nie ukończył wyścigu    | Nie ukończył wyścigu    |
| 100 m grzbietowym  | János Wenk                                                 | Dyskwalifikacja | Dyskwalifikacja |                       |                       | Nie awansował         | Nie awansował         | Nie awansował           | Nie awansował           |
| 100 m grzbietowym  | András Baronyi                                             | 1:22,0          | 1.              |                       |                       | 1:26,2                | 3.                    | 1:25,2                  | 4.                      |
| 100 m grzbietowym  | László Szentgróthy                                         | 1:26,6          | 1.              |                       |                       | 1:26,4                | 4.                    | Nie awansował           | Nie awansował           |
| 200 m klasycznym   | Oszkár Demján                                              | 3:07,8          | 1.              |                       |                       | 3:11,2                | 4.                    | Nie awansował           | Nie awansował           |
| 400 m klasycznym   | Oszkár Demján                                              | Dyskwalifikacja | Dyskwalifikacja |                       |                       | Nie awansował         | Nie awansował         | Nie awansował           | Nie awansował           |
| 4 × 200 m dowolnym | László Beleznai Imre Zachár Alajos Kenyery Béla Las-Torres |                 |                 |                       |                       | 10:34,6               | 2.                    | Nie stabnęłi na starcie | Nie stabnęłi na starcie |

### Strzelectwo
| Konkurencja                                 | Zawodnik                                                                                  | Finał                    | Finał                    |
| Konkurencja                                 | Zawodnik                                                                                  | Wynik                    | Pozycja                  |
| ------------------------------------------- | ----------------------------------------------------------------------------------------- | ------------------------ | ------------------------ |
| karabin dowolny 600 m                       | Rezső Velez                                                                               | 60                       | 73.                      |
| karabin dowolny 600 m                       | Aladár Farkas                                                                             | 56                       | 76.                      |
| karabin dowolny 600 m                       | Zoltán Jelenffy-Tóth                                                                      | 54                       | 78.                      |
| karabin dowolny 600 m                       | Géza Mészöly                                                                              | 54                       | 79.                      |
| karabin dowolny 600 m                       | Emil Bömches von Boor                                                                     | 51                       | 80.                      |
| karabin dowolny 600 m                       | László Hauler                                                                             | 35                       | 83.                      |
| karabin wojskowy trzy postawy 300 m         | Sándor Prokopp                                                                            | 97                       | złoto                    |
| karabin wojskowy trzy postawy 300 m         | Rezső Velez                                                                               | 92                       | 7.                       |
| karabin wojskowy trzy postawy 300 m         | Aladár Farkas                                                                             | 85                       | 24.                      |
| karabin wojskowy trzy postawy 300 m         | László Hauler                                                                             | 84                       | 27.                      |
| karabin wojskowy trzy postawy 300 m         | Géza Mészöly                                                                              | 83                       | 29.                      |
| karabin wojskowy trzy postawy 300 m         | Emil Bömches von Boor                                                                     | 69                       | 66.                      |
| karabin wojskowy trzy postawy 300 m         | István Prihoda                                                                            | 49                       | 85.                      |
| karabin wojskowy trzy postawy 300 m         | Zoltán Jelenffy-Tóth                                                                      | 48                       | 87.                      |
| karabin wojskowy trzy postawy 300 m         | Béla von Darányi                                                                          | 12                       | 91.                      |
| karabin wojskowy drużynowo                  | Emil Bömches von Boor István Prihoda Rezső Velez László Hauler Géza Mészöly Aladár Farkas | 1333                     | 10.                      |
| karabin dowolny 3 postawy                   | Emil Bömches von Boor                                                                     | 828                      | 50.                      |
| karabin dowolny 3 postawy                   | Zoltán Jelenffy-Tóth                                                                      | 718                      | 69.                      |
| karabin dowolny 3 postawy                   | Rezső Velez                                                                               | 712                      | 72.                      |
| karabin dowolny 3 postawy                   | László Hauler                                                                             | 677                      | 74.                      |
| karabin dowolny 3 postawy                   | Aladár Farkas                                                                             | 653                      | 75.                      |
| karabin dowolny 3 postawy                   | István Prihoda                                                                            | Nie ukończył konkurencji | Nie ukończył konkurencji |
| karabin dowolny 3 postawy                   | Géza Mészöly                                                                              | Nie ukończył konkurencji | Nie ukończył konkurencji |
| karabin małokalibrowy dowolna postawa 50 m  | László Hauler                                                                             | 178                      | 29.                      |
| karabin małokalibrowy dowolna postawa 50 m  | Sándor Török de Szendrő                                                                   | 174                      | 31.                      |
| karabin małokalibrowy znikająca tarcza 25 m | Sándor Török de Szendrő                                                                   | 146                      | 33.                      |
| pistolet pojedynkowy 30 m                   | Sándor Török de Szendrő                                                                   | 275                      | 9.                       |
| pistolet dowolny indywidualnie              | Sándor Török de Szendrő                                                                   | 424                      | 27.                      |
| pistolet dowolny indywidualnie              | Zoltán Jelenffy-Tóth                                                                      | 348                      | 52.                      |

### Szermierka
| Konkurencja          | Zawodnik                                                                                                  | 1 runda | 1 runda | 2 runda                                                                                           | 2 runda       | Półfinały                                                                               | Półfinały                | Finał | Finał         | Pozycja       |
| Konkurencja          | Zawodnik                                                                                                  | Przeciwnik                                                                                                  | Wynik   | Przeciwnik                                                                                        | Wynik         | Przeciwnik                                                                              | Wynik                    | Przeciwnik                                                                                                | Wynik         | Pozycja       |
| -------------------- | --- | --- | ------- | ------------------------------------------------------------------------------------------------- | ------------- | --------------------------------------------------------------------------------------- | ------------------------ | --- | ------------- | ------------- |
| szpada indywidualnie | Pál Rosty                                                                                                 | Albertson Van Zo Post Charles Van Der Byl                                                                   |         | Konstandinos Kodzias Adrianus de Jong Henri Anspach Karel Goppold Louis Sparre                    |               | Edgar Seligman Adrianus de Jong Gerald Ames Paul Anspach Miloš Klika                    |                          | Nie awansował                                                                                             | Nie awansował | Nie awansował |
| szpada indywidualnie | Béla Békessy                                                                                              | Georg Branting Trifon Triandafilakos Willem van Blijenburgh Emil Schön John Blake James Moore Oluf Berntsen |         | Nie awansował                                                                                     | Nie awansował | Nie awansował                                                                           | Nie awansował            | Nie awansował                                                                                             | Nie awansował | Nie awansował |
| floret indywidualnie | Dezső Földes                                                                                              | Vilém Tvrzský Léon Tom Dmitrij Kniażewicz Andreas Suttner                                                   | P W     | Pietro Speciale Marcel Berré Edgar Seligman Scott Breckinridge Josef Pfeiffer                     | P W           | Nie ukończył konkurencji                                                                | Nie ukończył konkurencji | Nie awansował                                                                                             | Nie awansował | Nie awansował |
| floret indywidualnie | Bertalan Dunay                                                                                            | Gordon Alexander Josef Pfeiffer Albertson Van Zo Post Pawieł Guworski                                       |         | Nie awansował                                                                                     | Nie awansował | Nie awansował                                                                           | Nie awansował            | Nie awansował                                                                                             | Nie awansował | Nie awansował |
| floret indywidualnie | Zoltán Schenker                                                                                           | Nedo Nadi Scott Breckinridge Julius Thomson Miloš Klika Walter Gates Percival Davson                        | P W     | Léon Tom Nedo Nadi Gordon Alexander Marc Larimer Julius Lichtenfels                               | W             | Edoardo Alaimo Edgar Seligman Pál Pajzs Robert Hennet Vilém Tvrzský                     |                          | Nie awansował                                                                                             | Nie awansował | Nie awansował |
| floret indywidualnie | Béla Zulawszky                                                                                            | Adolf Davids Harold Rayner Nils Grönvall Władimir Samojłow                                                  | W P W   | Jens Berthelsen Vilém Tvrzský Edgar Amphlett Francesco Pietrasanta Albertson Van Zo Post          | W -           | Pietro Speciale Robert Montgomerie Péter Tóth Julius Lichtenfels Henri Anspach          |                          | Nie awansował                                                                                             | Nie awansował | Nie awansował |
| floret indywidualnie | Béla Békessy                                                                                              | Wilhelm Löffler Edgar Seligman Josef Javůrek Franz Dereani John Gignoux                                     |         | Edoardo Alaimo Adolf Davids Sherman Hall Axel Jöhncke Fernand de Montigny                         |               | Nedo Nadi Paul Anspach Emil Schön Ivan Osiier Edgar Amphlett                            | P W                      | Nedo Nadi Pietro Speciale Richard Verderber László Berti Edoardo Alaimo Edgar Seligman Robert Montgomerie | P W           | 7.            |
| floret indywidualnie | Pál Pajzs                                                                                                 | Ejnar Levison Hermann Plaskuda Josef Puhm William Bowman Zdeněk Vávra                                       | P W     | Fernando Cavallini Henri Anspach Karl Hjorth Arthur Fagan Friedrich Golling                       | P W           | Edoardo Alaimo Edgar Seligman Zoltán Schenker Robert Hennet Vilém Tvrzský               |                          | Nie awansował                                                                                             | Nie awansował | Nie awansował |
| floret indywidualnie | Péter Tóth                                                                                                | Edoardo Alaimo Albert Naumann Vilém Goppold Jr. Alfred Sauer Władimir Sarnawski                             | P W     | Ivan Osiier Wilhelm Löffler Victor Willems Sotirios Notaris Harold Rayner                         |               | Pietro Speciale Robert Montgomerie Béla Zulawszky Julius Lichtenfels Henri Anspach      |                          | Nie awansował                                                                                             | Nie awansował | Nie awansował |
| floret indywidualnie | László Berti                                                                                              | Heinrich Ziegler Jacques Ochs Lauritz Østrup Rudolf Cvetko František Kříž                                   |         | Paul Anspach Emil Schön Bjarne Eriksen Ejnar Levison Jacques Ochs                                 |               | Victor Willems Sherman Hall Richard Verderber Fernando Cavallini Dezső Földes           |                          | Nedo Nadi Pietro Speciale Richard Verderber Béla Békessy Edoardo Alaimo Edgar Seligman Robert Montgomerie | P W P W       | 4.            |
| szabla indywidualnie | Lajos Werkner                                                                                             | Giovanni Benfratello Władimir Danicz Gustaf Armgarth                                                        | P W     | Alfred Sauer Oszkár Gerde Anatolij Timofiejew Harry Butterworth Albert Bogen                      |               | Zoltán Schenker László Berti Apołłon Hüber von Greifenfels William Marsh Oluf Berntsen  | W                        | Jenő Fuchs Béla Békessy Ervin Mészáros Zoltán Schenker Nedo Nadi Péter Tóth Dezső Földes                  | P W           | 7.            |
| szabla indywidualnie | Béla Zulawszky                                                                                            | Julius Lichtenfels Władimir Andriejew Friedrich Golling Helge Werner                                        |         | Nedo Nadi Pál Pajzs Alfred Keene Sven Nordenström Josef Puhm                                      |               | Béla Békessy Nedo Nadi Friedrich Schwarz Bertalan Dunay Anatolij Timofiejew             | P W -                    | Nie awansował                                                                                             | Nie awansował | Nie awansował |
| szabla indywidualnie | Béla Békessy                                                                                              | Franz Dereani William Marsh Konstantin Waterkampf                                                           | W       | Oluf Berntsen Dezső Földes Nikołaj Kuzniecow Aristide Pontenani Karl Münich                       |               | Friedrich Schwarz Nedo Nadi Béla Zulawszky Bertalan Dunay Anatolij Timofiejew           | W -                      | Jenő Fuchs Lajos Werkner Ervin Mészáros Zoltán Schenker Nedo Nadi Péter Tóth Dezső Földes                 | P W' P W      | srebro        |
| szabla indywidualnie | Péter Tóth                                                                                                | Hendrik de Iongh Sven Nordenström Douglas Godfree Aleksandr Mordowin                                        |         | Julius Lichtenfels Carl Personne Francesco Pietrasanta Alfred Ridley-Martin Albertson Van Zo Post |               | Jenő Fuchs Alfred Syson Władimir Andriejew Oszkár Gerde Julius Lichtenfels              | W -                      | Jenő Fuchs Lajos Werkner Ervin Mészáros Zoltán Schenker Nedo Nadi Béla Békessy Dezső Földes               | P W P         | 6.            |
| szabla indywidualnie | Ervin Mészáros                                                                                            | Nikołaj Kuzniecow Georg Stöhr                                                                               |         | Friedrich Schwarz William Marsh Ernst zu Hohenlohe Edoardo Alaimo Władimir Danicz                 |               | Dezső Földes Pál Pajzs Charles Van Der Byl Boris Arsienjew Carl Personne                | W                        | Jenő Fuchs Lajos Werkner Péter Tóth Zoltán Schenker Nedo Nadi Béla Békessy Dezső Földes                   | P W P W       | brąz          |
| szabla indywidualnie | Jenő Fuchs                                                                                                | Apołłon Hüber von Greifenfels Carl Personne                                                                 |         | Jens Berthelsen Alfred Syson Boris Arsienjew Hendrik de Iongh Josef Javůrek                       |               | Péter Tóth Alfred Syson Władimir Andriejew Oszkár Gerde Julius Lichtenfels              | P W -                    | Ervin Mészáros Lajos Werkner Péter Tóth Zoltán Schenker Nedo Nadi Béla Békessy Dezső Földes               | w W P W       | złoto         |
| szabla indywidualnie | Bertalan Dunay                                                                                            | Boris Arsienjew Ernst zu Hohenlohe                                                                          |         | Georg Stöhr László Berti Władimir Andriejew Giovanni Benfratello Ejnar Levison                    |               | Béla Békessy Nedo Nadi Béla Zulawszky Friedrich Schwarz Anatolij Timofiejew             | P W -                    | Nie awansował                                                                                             | Nie awansował | Nie awansował |
| szabla indywidualnie | Zoltán Schenker                                                                                           | Friedrich Schwarz Harry Butterworth Pawieł Fiłatow                                                          | W       | Hans Thomson Apołłon Hüber von Greifenfels Charles Van Der Byl Edward Brookfield Franz Dereani    |               | Lajos Werkner László Berti Apołłon Hüber von Greifenfels William Marsh Oluf Berntsen    | P W                      | Ervin Mészáros Lajos Werkner Péter Tóth Jenő Fuchs Nedo Nadi Béla Békessy Dezső Földes                    | P W P W       | 4.            |
| szabla indywidualnie | Pál Pajzs                                                                                                 | Francesco Pietrasanta Alfred Syson Walter Gates                                                             |         | Nedo Nadi Béla Zulawszky Alfred Keene Sven Nordenström Josef Puhm                                 |               | Dezső Földes Ervin Mészáros Charles Van Der Byl Boris Arsienjew Carl Personne           | P W                      | Nie awansował                                                                                             | Nie awansował | Nie awansował |
| szabla indywidualnie | Oszkár Gerde                                                                                              | Albertson Van Zo Post Nedo Nadi Archie Corble                                                               | W       | Lajos Werkner Alfred Sauer Anatolij Timofiejew Harry Butterworth Albert Bogen                     |               | Nie wystartował                                                                         | Nie wystartował          | Nie awansował                                                                                             | Nie awansował | Nie awansował |
| szabla indywidualnie | Dezső Földes                                                                                              | Alfred Sauer Alfred Keene                                                                                   |         | Béla Békessy Oluf Berntsen Nikołaj Kuzniecow Aristide Pontenani Karl Münich                       |               | Pál Pajzs Ervin Mészáros Charles Van Der Byl Boris Arsienjew Carl Personne              | W P W                    | Ervin Mészáros Lajos Werkner Péter Tóth Jenő Fuchs Nedo Nadi Béla Békessy Zoltán Schenker                 | P W P         | 8.            |
| szabla indywidualnie | László Berti                                                                                              | Aristide Pontenani Edward Brookfield Gunnar Lindholm                                                        | W       | Georg Stöhr Bertalan Dunay Władimir Andriejew Giovanni Benfratello Ejnar Levison                  |               | Lajos Werkner Zoltán Schenker Apołłon Hüber von Greifenfels William Marsh Oluf Berntsen | P W w                    | Nie awansował                                                                                             | Nie awansował | Nie awansował |
| szabla drużynowo     | Jenő Fuchs Zoltán Schenker László Berti Ervin Mészáros Péter Tóth Lajos Werkner Oszkár Gerde Dezső Földes | |         | Bohemia                                                                                           |               | Cesarstwo Austrii · Włochy · Cesarstwo Niemieckie                                       | W                        | Cesarstwo Austrii · Holandia · Bohemia                                                                    | W             | złoto         |

### Tenis ziemny
| Konkurencja | Zawodnik                             | 1 runda                               | 2 runda                                                 | 3 runda                                               | Ćwierćfinały     | Półfinały        | Finał            | Miejsce |
| Konkurencja | Zawodnik                             | Przeciwnik Wynik                      | Przeciwnik Wynik                                        | Przeciwnik Wynik                                      | Przeciwnik Wynik | Przeciwnik Wynik | Przeciwnik Wynik | Miejsce |
| ----------- | ------------------------------------ | ------------------------------------- | ------------------------------------------------------- | ----------------------------------------------------- | ---------------- | ---------------- | ---------------- | ------- |
| Singiel (m) | Leó von Baráth                       | Aurél von Kelemen P 0:3 (1:6,3:6,4:6) | Nie awansował                                           | Nie awansował                                         | Nie awansował    | Nie awansował    | Nie awansował    | 31.     |
| Singiel (m) | Aurél von Kelemen                    | Leó von Baráth W 3:0 (6:1,6:3,6:4)    | Luis Maria Heyden P 1:3 (3:6,6:4,5:7,5:7)               | Nie awansował                                         | Nie awansował    | Nie awansował    | Nie awansował    | 17.     |
| Singiel (m) | Jenő von Zsigmondy                   |                                       | Otto von Müller P 0:3 (1:6,2:6,0:6)                     | Nie awansował                                         | Nie awansował    | Nie awansował    | Nie awansował    | 17.     |
| Singiel (m) | Béla von Kehrling                    |                                       | Victor Hansen W 3:1 (6:2,6:1,6:8,6:4)                   | Otto von Müller P 0:3 (2:6,1:6,1:6)                   | Nie awansował    | Nie awansował    | Nie awansował    | 9.      |
| debel (m)   | Béla von Kehrling Jenő von Zsigmondy |                                       | Jaromír Zeman Karel Robětín W 3:1 (3:6,6:1,6:4,6:4)     | Harold Kitson Charles Winslow P 1:3 (3:6,3:6,9:7,2:6) | Nie awansowali   | Nie awansowali   | Nie awansowali   | 9.      |
| debel (m)   | Leó von Baráth Aurél von Kelemen     |                                       | Heinrich Schomburgk Otto von Müller P 0:3 (0:6,0:6,2:6) | Nie awansowali                                        | Nie awansowali   | Nie awansowali   | Nie awansowali   | 15.     |

### Wioślarstwo
| Konkurencja | Zawodnik | Runda 1 | Runda 1 | Ćwierćfinał    | Ćwierćfinał    | Półfinał       | Półfinał       | Finał          | Finał          | Pozycja        |
| Konkurencja | Zawodnik | Czas    | M.      | Czas           | M.             | Czas           | M.             | Czas           | M.             | Pozycja        |
| ----------- | --- | ------- | ------- | -------------- | -------------- | -------------- | -------------- | -------------- | -------------- | -------------- |
| Jedynka     | József Mészáros | 8:29,0  | 1.      | 7:57,9         | 2.             | Nie awansował  | Nie awansował  | Nie awansował  | Nie awansował  | Nie awansował  |
| Jedynka     | Károly Levitzky | 8:04,0  | 1.      | 7:49,1         | 2.             | Nie awansował  | Nie awansował  | Nie awansował  | Nie awansował  | Nie awansował  |
| ósemka      | István Szebeny Artúr Baján Miltiades Manno István Jeney Lajos Gráf Miklós Szebeny Antal Szebeny György Szebeny Kálmán Vaskó | b.d     | 2.      | Nie awansowali | Nie awansowali | Nie awansowali | Nie awansowali | Nie awansowali | Nie awansowali | Nie awansowali |

### Zapasy
| Konkurencja                   | Zawodnik        | Runda 1             | Runda 2                 | Runda 3                 | Runda 4                 | Runda 5                 | Runda 6                 | Runda 7                 | Finał                           | Miejsce                 |
| Konkurencja                   | Zawodnik        | Przeciwnik Wynik    | Przeciwnik Wynik        | Przeciwnik Wynik        | Przeciwnik Wynik        | Przeciwnik Wynik        | Przeciwnik Wynik        | Przeciwnik Wynik        | Przeciwnik Wynik                | Miejsce                 |
| ----------------------------- | --------------- | ------------------- | ----------------------- | ----------------------- | ----------------------- | ----------------------- | ----------------------- | ----------------------- | ------------------------------- | ----------------------- |
| styl klasyczny waga piórkowa  | József Pongrácz | William Lyshon W    | Georg Andersen W        | Karl Kangas p           | Hugo Johansson p        | Nie awansował           | Nie awansował           | Nie awansował           | Nie awansował                   | Nie awansował           |
| styl klasyczny waga piórkowa  | András Szoszky  | Georg Gerstäcker p  | Lauri Haapanen p        | Nie awansował           | Nie awansował           | Nie awansował           | Nie awansował           | Nie awansował           | Nie awansował                   | Nie awansował           |
| styl klasyczny waga lekka     | József Sándor   | Karl Johnson W      | Johan Nilsson p         | Ludwig Saeurhöfer p     | Nie awansował           | Nie awansował           | Nie awansował           | Nie awansował           | Nie awansował                   | Nie awansował           |
| styl klasyczny waga lekka     | Dezső Orosz     | Richard Rydström W  | Eugène Lesieur W        | Johan Urvikko p         | Edvin Mattiasson p      | Nie awansował           | Nie awansował           | Nie awansował           | Nie awansował                   | Nie awansował           |
| styl klasyczny waga lekka     | Ernő Márkus     | Arthur Gould W      | Frederik Hansen p       | Gustaf Malmström p      | Nie awansował           | Nie awansował           | Nie awansował           | Nie awansował           | Nie awansował                   | Nie awansował           |
| styl klasyczny waga lekka     | Árpád Szántó    | Frederik Hansen p   | Nie ukończył konkrencji | Nie ukończył konkrencji | Nie ukończył konkrencji | Nie ukończył konkrencji | Nie ukończył konkrencji | Nie ukończył konkrencji | Nie ukończył konkrencji         | Nie ukończył konkrencji |
| styl klasyczny waga lekka     | Ödön Radvány    | August Kippasto W   | Bror Flygare W          | Gottfrid Svensson p     | Otto Laitinen W         | Frederik Hansen W       | Johan Nilsson W         | Carl Lund p             | Nie awansował                   | Nie awansował           |
| styl klasyczny waga średnia   | Árpád Miskey    | Theodor Bergqvist W | Sven Ohlsson W          | Martin Klein p          | Karl Åberg p            | Nie awansował           | Nie awansował           | Nie awansował           | Nie awansował                   | Nie awansował           |
| styl klasyczny waga średnia   | Rezső Somogyi   | Martin Klein p      | Frits Johansson p       | Nie awansował           | Nie awansował           | Nie awansował           | Nie awansował           | Nie awansował           | Nie awansował                   | Nie awansował           |
| styl klasyczny waga półciężka | Béla Varga      | Karl Ekman W        | Oscar Wiklund p         | Knut Lindberg W         | Johan Andersson W       | Sigurjón Pétursson W    | Anders Rajala W         |                         | Anders Ahlgren p Ivar Böhling P | brąz                    |